# Alejandro de Conversano
Alejandro (murió después de 1142) fue el segundo Conde de Conversano (1085-1132), hijo y sucesor de Geoffrey el Viejo.

## Biografía
Alejandro, con su hermano Tancredo, fue una constante espina en el costado de Roger II de Sicilia. Tomó parte en una guerra civil que estalló en Bari. Risone, el arzobispo de la ciudad, fue asesinado (1117) y la princesa de Taranto, Constanza de Francia, fue encarcelada en Giovinazzo (1119) por Alferanites Grimaldo, el príncipe de Bari y Alejandro.
Después de que Roger fuera derrotado en la Batalla de Nocera en 1132, Tancredo regresó al Mezzogiorno y entró en rebelión abierta de nuevo, tomando las ciudades de Montepeloso y Acerenza, con el apoyo de sus poblaciones. Levantó una fuerza con su hermano Alejandro, el conde Godofredo de Andria, el conde Ranulf de Alife y el príncipe Roberto II de Capua. Roger cruzó el Estrecho de Mesina, con una gran fuerza y Alexander tenía tanto miedo que abandonó su ciudad de Matera junto a su hijo Geoffrey, y huyó a la corte de Ranulf. Después sitiada Matera con éxito Roger, Alejandro, muy triste, huyó a Dalmacia. Fue privado de su feudo y no pudo regresar nunca más. Trató de reunirse con el emperador Lotario II, pero fue atacado por ladrones en un bosque. De acuerdo con Alejandro de Telese, se quedó en la ciudad de Avlona muy pobre.
En 1142, cerca del final de su vida, aparece como un enviado, junto con Roberto de Capua de Conrado III de Alemania con el emperador bizantino Juan II Comneno. Su misión era la disposición de un matrimonio entre la cuñada de Conrado Bertha de Sulzbach hijo de Juan y Manuel. Este matrimonio selló una alianza entre los dos Imperios, Sacro Romano y Bizantino, en contra de Roger de Sicilia.
El mismo día en 1135 en que Roger hizo a su hijo Alfonso príncipe de Capua, Roger hizo su cuñado Roberto I de Basunvilla conde de Conversano.